# Zamknij się i zastrzel mnie
Zamknij się i zastrzel mnie (czes. Sklapni a zastřel mě) – czesko-brytyjski film komediowy z 2005 roku.

## Fabuła
Film opowiada historię Colina Framptona, londyńskiego turysty w Pradze, który traci tam w wypadku swoją żonę Maggie. Prosi Czecha Pavla Zemana, by pomógł mu umrzeć.

## Obsada
| Aktor(ka)          | Rola           |
| ------------------ | -------------- |
| Andy Nyman         | Colin Frampton |
| Karel Roden        | Pavel Zeman    |
| Anna Geislerová    | Liba Zemanova  |
| Robert Polo        | Karel Karlovic |
| Denisa Knoblochová | Veronica       |
| Klára Low          | Maggie         |
| Petr Vaněk         | Recepcjonista  |